# 방글라데시의 역사
현재 방글라데시라 불리는 지역에는 예부터 문명이 발달하였다. 현재 방글라데시는 벵골의 동쪽에 해당한다. 방글라데시와 인도(특히 서벵골)의 국경은 인위적인 것이기 때문에이 문서의 일부는 벵골 지방 전역에 대한 내용도 포함한다.

## 고대

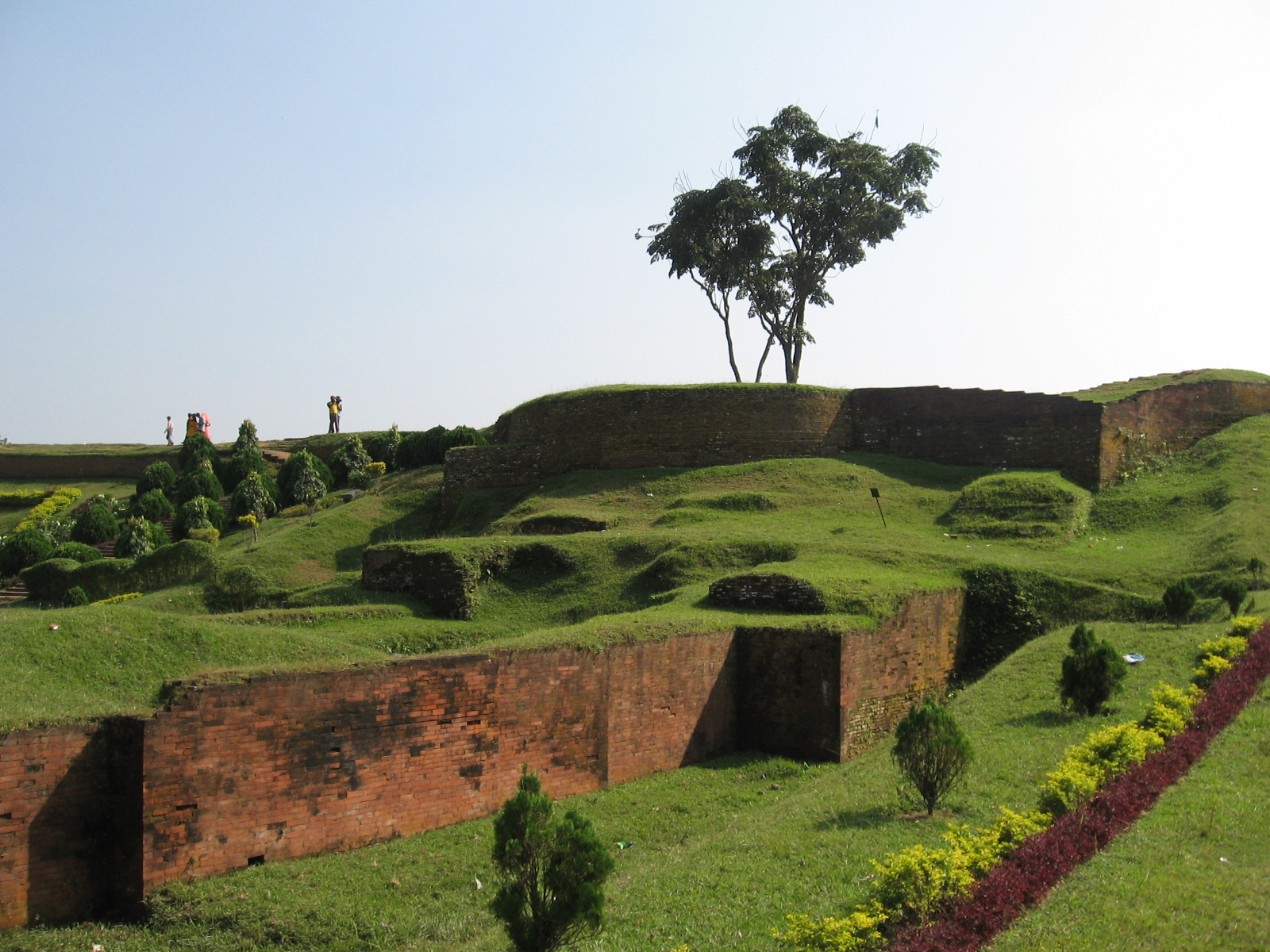
방글라데시에서 가장 오래된 도시 유적, 모하스탄가르

기원전 10세기 무렵 현재 방글라데시라는 지역에는 드라비다어족의 언어를 말하는 사람들이 거주하고 있었으며, 예부터 문명이 발달했다.
기원전 4세기의 마우리아 왕조에서 6세기의 굽타 제국까지 수많은 왕조의 속령이었다. 불교 사원에서 기원전 7세기에는 문명이 존재했음을 증명이 사회 구조는 기원전 11세기까지 거슬러 올라간다고 생각할 수 있지만 확실한 증거는 없다. 초기의 문명은 불교 및 (또는) 힌두교의 영향을 받았다. 북부 방글라데시에 남아있는 유물에서 이러한 영향을 짐작할 수 있다.
8세기 중엽에는 팔라 제국이 되었고, 불교 왕조가 번창했다.

## 중세
12세기에 힌두교를 믿는 세나 왕조가 들어섰고, 13세기에 이슬람 화가 시작되었다. 그로 인하여 벵골 동부의 대다수 주민을 이슬람교도로 개종시켰으며 서부 벵골지역에도 소수 이슬람 사회가 형성되었다. 그로부터 이슬람교는 이 지역의 역사와 정치에 중요한 역할을 하였다. 16세기에는 무굴 제국 하에서, 상공업의 중심지로 발전했다. 15세기 말에는 유럽의 무역 상인이 방문하게 되었다.
15세기 후반 벵골지역에 도착한 첫 유럽인은 포르투갈 상인과 선교사들이었다. 뒤를 이어 네덜란드, 프랑스, 동인도회사가 잇달아 벵골에 나타났다. 18,19세기 동안 영국은 점차 인도의 캘커타에서부터 벵골에까지 그들의 상업적, 정치적 세력을 미쳤다.

## 영국식민지

### 식민지화
무굴 제국의 쇠퇴와 더불어 18세기 말 영국 동인도 회사에 의해 식민지화되었다. 1757년 플라시 전투를 거쳐 1765년에는 영국 동인도 회사가 징세권을 획득하게 되었으며, 1793년에는 행정권도 확보하게 되어 영국에 의해 완전히 식민지화되었다. 이 동인도 회사에 의해 영국은 벵골에서 인도 전역으로 지배를 확대했다. 이 영국의 통치 기간 중, 벵골은 몇번이나 심각한 기근에 휩쓸려 엄청난 인명피해를 기록하였다.

### 독립 운동
1857년 세포이 항쟁 이후, 1877년에 영국령 인도 제국이 성립하면 인도의 다른 지역과 마찬가지로 후 방글라데시 지역도 인도 독립 운동에 참가하였고, 1905년의 〈벵골 분할령〉과 그것이 철회되는 1911년을 거쳐 1947년에 인도의 독립을 달성하게 되었다. 그러나 벵골 지방은 종교 문제로 힌두교 지역은 인도, 이슬람 지역은 인도를 끼고 동서로 나뉜 파키스탄으로 분리 독립하게 되었다.

### 동파키스탄
두 개의 파키스탄이 성립하면서 현재 방글라데시 지역은 동파키스탄이 되었다. 그러나 언어의 차이, 서파키스탄에 편중된 정책 등으로 동서 파키스탄이 대립하게 되자 동파키스탄이 독립을 요구하면서 서파키스탄(현 파키스탄)과 내란이 일어났다. 이때 서파키스탄과 대립하고 있던 인도가 동파키스탄의 독립을 지지하였고, 또한 제3차 인도-파키스탄 전쟁이 인도의 승리로 끝나자, 방글라데시는 독립 전쟁을 거쳐 1971년 방글라데시의 독립이 확정되었다.

## 현대
이슬람인들의 당(黨)인 전인도무슬림연맹(All-India Muslim League)은 1935년 인도에서 첫 선거에 패배한 후 1940년 이슬람인들이 주류를 이루는 지역을 독립주로 선언하였다. 그 후 이로 인하여 캘커타 등지에서 대규모 폭력사태가 발생하기도 하였다. 1947년 인도가 자치권을 회복하고 벵골지역을 종교에 의해 이슬람교인의 동파키스탄과 힌두교인의 서벵골로 분리하였다.
정치, 경제적으로 어려움을 겪고 있는 파키스탄 내에서 벵골의 무지부르는 그들의 권리와 이익을 신장하기 위하여 아와미 연맹(Awami League, 약자 AL)을 만들었다. 그 후 무지브르는 아와미 연맹의 대표로서 벵골 자치운동을 벌였다. 1970년대 무지부르는 파키스탄 정부에 의해 체포되고 AL당은 활동이 금지되었다. 1971년 3월 26일 파키스탄군의 유혈 진압에 맞서 벵골 애국주의자들은 독립된 방글라데시 공화국을 선포하였다.
그 후 파키스탄군과 벵골 자유 투사들 간의 전투가 가열되자 (방글라데시 독립 전쟁) 1,000만 명에 이르는 힌두교를 믿는 벵골인들이 인도의 아삼, 서벵갈 등지로 피신하였다. 인도의 지원 속에 결국 1971년 12월 16일 파키스탄 군대는 항복하고 ‘벵골 국가’라는 뜻의 방글라데시가 탄생하였다.
1972년 헌법에 의해 방글라데시는 의회 민주주의 국가가 되었으나 그 후 약 30년간 정치적인 혼란과 부정이 만연했는데 13명의 행정 수반 중 초대 대통령 셰이크 무지부르 라흐만과 이후에 쿠데타로 정권을 잡은 지아울 라만 등 2명이 암살당했고 쿠데타가 4번 이상 일어났다.
그 뒤 2번의 적법적인 정권 교체가 있었으나, 이슬람 테러라는 국가적인 위험이 지금까지도 계속되고 있다. 방글라데시는 2008년 12월 17일 0시 1분부터 국가 비상사태를 해제했다. 2년간의 비상사태가 해제된후 방글라데시에서 7년 만에 처음 치러진 87%의 선거율을 기록한 총선에서 셰이크 하시나 전 총리가 이끄는 연정이 의회 총 300석 중 245석을 확보한 가운데, 제 1야당은 31석을 얻는 데 그쳤다.

## 자료
- CIA 월드 팩트북 (July 2005). 방글라데시 보관됨 2017-12-29 - 웨이백 머신
- 미국 국무부 (August 2005). "배경 노트: Bangladesh"
- Banglapedia. 방글라데시의 역사
- 미국 의회도서관 (1988). 국가 연구: 방글라데시

## 같이 보기
- 파키스탄의 역사
- 인도의 역사